# 푸시킨 하우스

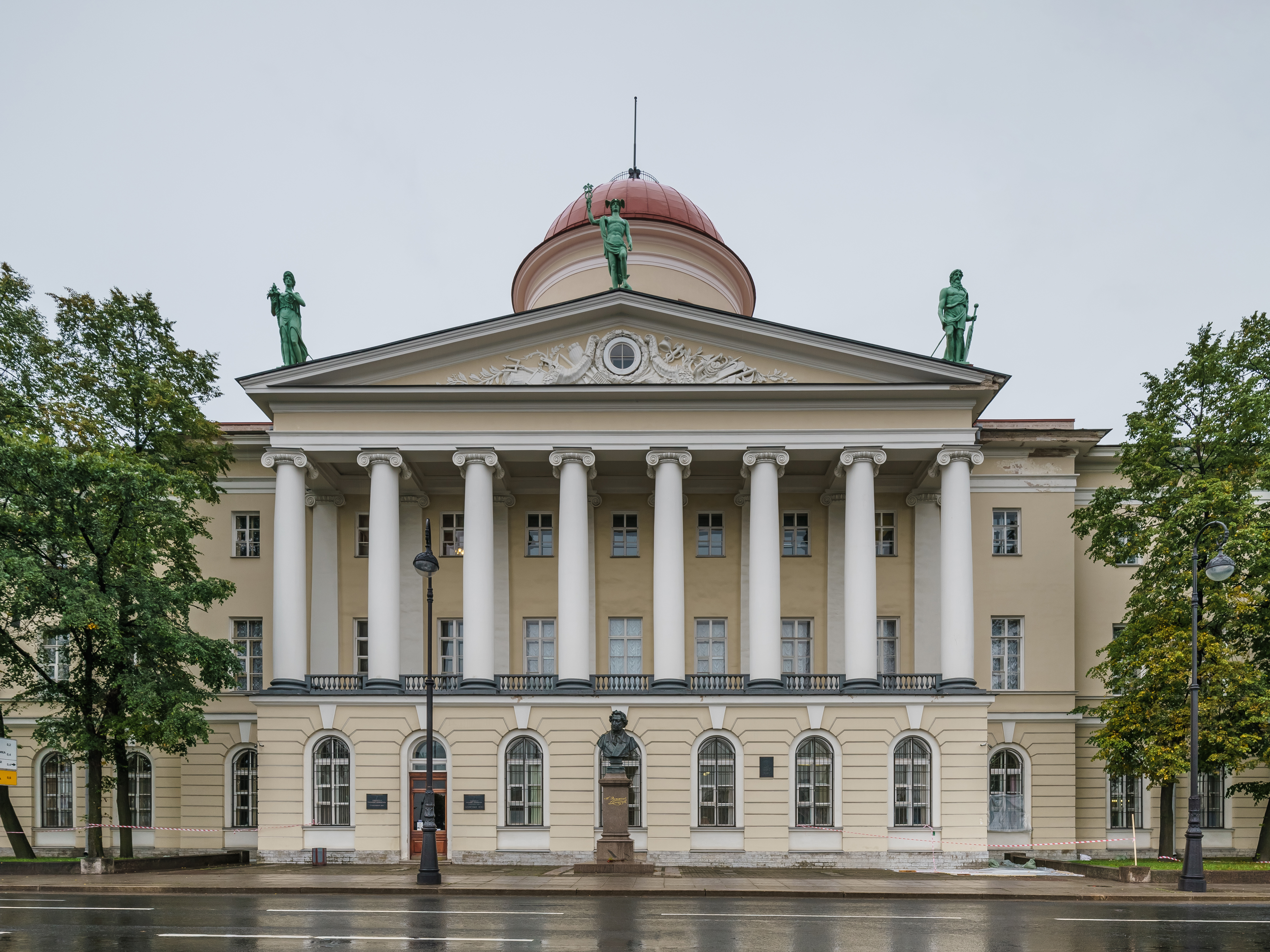
푸시킨 하우스.

푸시킨 하우스(러시아어: Пушкинский дом)은 상트페테르부르크의 러시아 문학 연구소의 다른 이름으로, 알렉산드르 푸시킨을 기념해 명명되었다. 러시아 과학 아카데미와 연계된 네트워크의 일부이다.

## 설립
러시아제국의 푸시킨 연구 주요 기관으로서 1905년 12월 설립되었다.